# Даттаджі Рао Скіндія
Даттаджі Рао Скіндія (1723 — 10 січня 1760) — другий син Раноджі Скіндії та його дружини Міни Баї, молодший брат магараджі Джаяппаджі Рао, регент при малолітньому магараджі Джанкоджі Рао. Загинув 1760 року під час битви з афганцями поблизу Делі.